# دونالد إس. وايتهيد
دونالد إس. وايتهيد (بالإنجليزية: Donald S. Whitehead)‏ هو سياسي أمريكي، ولد في 10 أكتوبر 1888 في ثري أوكس في الولايات المتحدة، وتوفي في 2 يناير 1957 في بويسي في الولايات المتحدة. حزبياً، نشط في الحزب الجمهوري. وقد انتخب عضو مجلس نواب ايداهو وانتخب نائب حاكم ايداهو ‏.